# Vadstena
Vadstena je naselje in sedež občine Vadstena v okrožju Östergötland na Švedskem, ki je leta 2023 imela 5802 prebivalcev. Od leta 1974 do 1979 je bila Vadstena del občine Motala.
Kljub majhnemu številu prebivalcev se Vadstena iz zgodovinskih razlogov še vedno imenuje mesto: čeprav je mestne privilegije prejela leta 1400, Švedski statistični urad med mesta šteje le švedske urbane kraje z več kot 10.000 prebivalci.

## Zgodovina
Mesto Vadstena je predvsem znano po dveh pomembnih dejstvih švedske zgodovine. V Vadsteni je konec 14. stoletja sveta Brigita Švedska ustanovila prvi samostan svojega brigitinskega reda, Vadstenski grad pa je eden najbolje ohranjenih gradov na Švedskem iz obdobja Gustava Vase v 16. stoletju, ko je Švedska postala protestantska. Danes v preostalih stavbah samostana delujeta muzej (Sancta Birgitta Klostermuseum) in hotel (Vadstena Klosterhotel), v gradu pa sta tudi pokrajinski arhiv in muzej pohištva, portretov in slik iz 16. in 17. stoletja.
Od 16. stoletja je v Vadsteni bolnišnica. V prejšnjih letih so bili v njej predvsem duševno bolnišnični bolniki. Danes nekatere najstarejše stavbe predstavljajo muzej bolnišnice Vadstena.
Stavbe v središču mesta izvirajo predvsem iz 16., 17. in 18. stoletja. Staro mestno jedro je dobro ohranjeno, ulice pa se skozi stoletja niso veliko spremenile. Mestna hiša je najstarejša na Švedskem, saj sega v začetek 15. stoletja. Pomembna je glavna ulica (Storgatan), kjer so zbrane vse trgovine, tako kot so bile v srednjem veku.
Botanik Erik Acharius je umrl v Vadsteni (1819).

## Železnica
Vadstena ohranja tudi elemente novejše zgodovine v muzeju ozkotirne železnice Vadstena-Fågelsta (Wadstena Fogelsta Järnväg). Ta 891 mm železnica je bila nekoč del velikega omrežja ozkotirnih železnic v Östergötlandu, zgrajenega v drugi polovici 19. stoletja.

## Znamenitosti
Mestno središče, ki je danes peš cona, sledi zasnovi srednjeveškega mesta. Ohranilo se je približno dvajset stavb iz srednjega veka, vključno z najstarejšo švedsko mestno hišo, zgrajeno v 15. stoletju. Nasproti mestne hiše stoji hiša Udda Jönssona, opečnata trgovska hiša iz poznega srednjega veka. Iz Rådhustorgeta vodi Storgatan, ki je osrednja trgovska ulica že od ustanovitve mesta. Na skrajnem koncu Storgatana je Rödtornet, ki je ostanki srednjeveške župnijske cerkve. Stolp je bil kasneje obnovljen in razširjen ter je postal šola. V stavbi je mestna turistična pisarna. Ob Rdečem stolpu stoji škofova hiša iz leta 1474. Bila je rezidenca škofa iz Linköpinga, ko je v srednjem veku obiskal Vadsteno. Severno od Rdečega stolpa je staro gledališče, eno najstarejših podeželskih gledališč na Švedskem, iz leta 1825. 
Zelo blizu je Vadstenski samostan, ustanovljen konec 14. stoletja po navodilih svete Birgite. Samostanska cerkev dominira nad mestnim obzorjem in to počne že od posvetitve leta 1430. Severno od mestnega središča je tudi hiša Mårtena Skinnareja, meščanska hiša iz poznega srednjega veka, in sosednji Bolnišnični muzej.
Vadstenski grad (Vadstena slott) stoji zahodno od starega mestnega jedra. Zgrajen je bil kot obrambni objekt Gustava Vase med letoma 1545 in 1555, da bi zaščitil državo pred morebitnimi napadi Dancev in Smålanda. Vendar pa je bila trdnjava kmalu obnovljena v knežjo rezidenco za kraljevega sina Magnusa, vojvodo Östergötlandskega, preden je bila gradnja leta 1620 dokončana kot renesančni grad. Danes Vadstenski grad velja za enega najbolje ohranjenih renesančnih gradov na Švedskem.
V bližini Nässje leži veliko pokopališče.

## Gospodarstvo
Danes je Vadstena predvsem storitveno središče. Turizem igra pomembno vlogo v mestnem gospodarstvu.
Vadstena sparbank je bila ustanovljena leta 1839. Häradssparbanken Dals härads sparbank je bila ustanovljena leta 1866 in je svoj sedež preselila v Varberg leta 1915. Obe hranilnici sta se združili leta 1945 in še vedno delujeta kot samostojna hranilnica.

## Galerija
- Vadstenska postaja
- Samostanska cerkev
- Vadstenski grad